# لیزبت آنجلس
لیزبت آنجلس (انگلیسی: Lizbeth Ángeles؛ زادهٔ ۲۹ ژوئن ۱۹۹۰) بازیکن فوتبال اهل مکزیک است.